# 通用对象请求代理间通信协议
通用对象请求代理间通信协议（英語：General Inter-ORB Protocol，GIOP）是分布式计算领域的一种抽象协议，对象请求代理（ORB）通过该协议进行通信。与该协议相关的标准是由对象管理组织（OMG）维护的。GIOP架构提供了一些具体的协议，包括：
- Internet对象请求代理间通信协议（Internet InterORB Protocol，IIOP）：IIOP是对用于Internet的GIOP的实现，并提供了GIOP消息和TCP/IP层之间的映射关系。[1]
- SSL对象请求代理间通信协议（SSL InterORB Protocol，SSLIOP）：SSLIOP是通过SSL的IIOP，提供加密和身份验证。
- 超文本对象请求代理间通信协议（HyperText InterORB Protocol，HTIOP）：HTIOP是通过HTTP的IIOP，提供透明代理旁路。
- 压缩的对象请求代理间通信协议（Zipped IOP，ZIOP）：GIOP的压缩版本，可以减少带宽的使用